# Josef Bazal
Josef Bazal (* 6. listopadu 1993, Znojmo) je český fotbalový záložník, od sezony 2017/2018 působící v FK Viktoria Žižkov.

## Klubová kariéra
Svoji fotbalovou kariéru začal v SK Slavia Praha, kam přišel v 16 letech ze Znojma a prošel mládežnickým systémem. V létě 2013 se propracoval do prvního mužstva. Před jarní částí ročníku 2013/14 zamířil na hostování do FK Viktoria Žižkov, odkud se v létě 2015 vrátil do Slavie. V zimní pauze ročníku 2015/2016 se nevešel do posíleného kádru Slavie a byl poslán na hostování do konce sezony do FC Vysočina Jihlava. Zde působil půl roku a poté následovalo hostování v FK Jablonec. V únoru 2017 odešel hostovat do 1. FK Příbram. Na začátku následujícího ročníku přestoupil ze Slavie do žižkovské Viktorky.

## Rodina
Bazal má s manželkou Marií syna Josefa (2018).